# Afrikaans kampioenschap voetbal 1982
De African Cup of Nations 1982 was de dertiende editie van de Afrika Cup, het kampioenschap voor nationale voetbalelftallen. Het vond van 5 tot en met 19 maart plaats in Libië. Er werd gespeeld in de steden Tripoli en Benghazi. Libië (gastland) en Nigeria (titelverdediger) waren automatisch geplaatst voor de eindronde. Ghana won het kampioenschap voor de vierde keer.

## Kwalificatie

### Voorronde
|                    |        |       |                   |        |
| «onderlinge duels» | Angola | 1 – 1 | Congo-Brazzaville | Angola |
| «onderlinge duels» |        |       |                   | Angola |

|                    |                   |       |        |                   |
| «onderlinge duels» | Congo-Brazzaville | 0 – 0 | Angola | Congo-Brazzaville |
| «onderlinge duels» |                   |       |        | Congo-Brazzaville |

Congo-Brazzaville plaatst zich voor de eerste ronde.
|                    |         |       |        |         |
| «onderlinge duels» | Liberia | 0 – 0 | Gambia | Liberia |
| «onderlinge duels» |         |       |        | Liberia |

|                    |        |       |         |        |
| «onderlinge duels» | Gambia | 1 – 1 | Liberia | Gambia |
| «onderlinge duels» |        |       |         | Gambia |

Liberia plaatst zich voor de eerste ronde.
|                    |            |       |           |            |
| «onderlinge duels» | Madagaskar | 0 – 0 | Mauritius | Madagaskar |
| «onderlinge duels» |            |       |           | Madagaskar |

|                    |           |       |            |           |
| «onderlinge duels» | Mauritius | 1 – 1 | Madagaskar | Mauritius |
| «onderlinge duels» |           |       |            | Mauritius |

Madagaskar plaatst zich voor de eerste ronde.
|                    |        |       |          |        |
| «onderlinge duels» | Malawi | 0 – 1 | Zimbabwe | Malawi |
| «onderlinge duels» |        |       |          | Malawi |

|                    |          |       |        |          |
| «onderlinge duels» | Zimbabwe | 1 – 1 | Malawi | Zimbabwe |
| «onderlinge duels» |          |       |        | Zimbabwe |

Zimbabwe plaatst zich voor de eerste ronde.
|                    |      |       |            |      |
| «onderlinge duels» | Mali | 2 – 0 | Mauritanië | Mali |
| «onderlinge duels» |      |       |            | Mali |

|                    |            |       |      |            |
| «onderlinge duels» | Mauritanië | 2 – 1 | Mali | Mauritanië |
| «onderlinge duels» |            |       |      | Mauritanië |

Mali  plaatst zich voor de eerste ronde.
|                    |            |       |         |            |
| «onderlinge duels» | Mozambique | 6 – 1 | Lesotho | Mozambique |
| «onderlinge duels» |            |       |         | Mozambique |

|                    |         |       |            |         |
| «onderlinge duels» | Lesotho | 2 – 1 | Mozambique | Lesotho |
| «onderlinge duels» |         |       |            | Lesotho |

Mozambique  plaatst zich voor de eerste ronde.
|                    |         |       |              |         |
| «onderlinge duels» | Senegal | 2 – 0 | Sierra Leone | Senegal |
| «onderlinge duels» |         |       |              | Senegal |

|                    |              |       |         |              |
| «onderlinge duels» | Sierra Leone | 1 – 2 | Senegal | Sierra Leone |
| «onderlinge duels» |              |       |         | Sierra Leone |

Senegal  plaatst zich voor de eerste ronde.
|                    |                    |          |       |  |
| «onderlinge duels» | Equatoriaal-Guinea | Walkover | Benin |  |
| «onderlinge duels» |                    |          |       |  |

Benin heeft zich teruggetrokken, Equatoriaal-Guinea plaatst zich voor de eerste ronde.
|                    |        |          |         |  |
| «onderlinge duels» | Rwanda | Walkover | Oeganda |  |
| «onderlinge duels» |        |          |         |  |

Oeganda heeft zich teruggetrokken, Rwanda plaatst zich voor de eerste ronde.
|                    |             |          |       |  |
| «onderlinge duels» | Opper-Volta | Walkover | Gabon |  |
| «onderlinge duels» |             |          |       |  |

Gabon heeft zich teruggetrokken, Opper-Volta plaatst zich voor de eerste ronde.

### Eerste ronde
Opper-Volta kreeg een bye en plaatste zich voor de tweede ronde.
|                                  |                                                                 |       |              |                            |
| 10 april 1981 «onderlinge duels» | Algerije                                                        | 5 – 1 | Mali         | 19 juni 1965 stadion, Oran |
| 10 april 1981 «onderlinge duels» | Bensaoula 18' Guendouz 28' Madjer 56', 71' I. Traoré 72' (e.d.) |       | Bagayoko 12' | 19 juni 1965 stadion, Oran |

|                                  |                                          |       |          |      |
| 19 april 1981 «onderlinge duels» | Mali                                     | 3 – 0 | Algerije | Mali |
| 19 april 1981 «onderlinge duels» | I. Traoré 27' B. Traoré 29' Bagayoko 85' |       |          | Mali |

Algerije plaatst zich voor de tweede ronde.
|                    |          |       |      |          |
| «onderlinge duels» | Kameroen | 4 – 0 | Togo | Kameroen |
| «onderlinge duels» |          |       |      | Kameroen |

|                    |      |       |          |      |
| «onderlinge duels» | Togo | 2 – 2 | Kameroen | Togo |
| «onderlinge duels» |      |       |          | Togo |

Kameroen plaatst zich voor de tweede ronde.
|                    |          |       |        |          |
| «onderlinge duels» | Ethiopië | 1 – 0 | Rwanda | Ethiopië |
| «onderlinge duels» |          |       |        | Ethiopië |

|                    |               |       |          |        |
| «onderlinge duels» | Rwanda        | 1 – 0 | Ethiopië | Rwanda |
| «onderlinge duels» |               |       |          | Rwanda |
| «onderlinge duels» | Strafschoppen |       |          | Rwanda |
| «onderlinge duels» | 4 – 3         |       |          | Rwanda |

Ethiopië plaatst zich na strafschoppen (4–3) voor de tweede ronde.
|                    |       |       |                   |       |
| «onderlinge duels» | Ghana | 1 – 1 | Congo-Brazzaville | Ghana |
| «onderlinge duels» |       |       |                   | Ghana |

|                    |                   |       |       |                   |
| «onderlinge duels» | Congo-Brazzaville | 0 – 1 | Ghana | Congo-Brazzaville |
| «onderlinge duels» |                   |       |       | Congo-Brazzaville |

Ghana plaatst zich voor de tweede ronde.
|                    |       |       |        |       |
| «onderlinge duels» | Kenia | 3 – 5 | Egypte | Kenia |
| «onderlinge duels» |       |       |        | Kenia |

|                    |        |       |       |        |
| «onderlinge duels» | Egypte | 2 – 0 | Kenia | Egypte |
| «onderlinge duels» |        |       |       | Egypte |

Egypte plaatst zich voor de tweede ronde.
|                    |         |       |         |         |
| «onderlinge duels» | Marokko | 3 – 1 | Liberia | Marokko |
| «onderlinge duels» |         |       |         | Marokko |

|                    |         |       |         |         |
| «onderlinge duels» | Liberia | 0 – 5 | Marokko | Liberia |
| «onderlinge duels» |         |       |         | Liberia |

Marokko plaatst zich voor de tweede ronde.
|                    |         |       |         |         |
| «onderlinge duels» | Tunesië | 1 – 0 | Senegal | Tunesië |
| «onderlinge duels» |         |       |         | Tunesië |

|                    |         |       |         |         |
| «onderlinge duels» | Senegal | 0 – 0 | Tunesië | Senegal |
| «onderlinge duels» |         |       |         | Senegal |

Tunesië plaatst zich voor de tweede ronde.
|                    |       |       |            |       |
| «onderlinge duels» | Zaïre | 2 – 1 | Mozambique | Zaïre |
| «onderlinge duels» |       |       |            | Zaïre |

|                    |            |       |       |            |
| «onderlinge duels» | Mozambique | 3 – 3 | Zaïre | Mozambique |
| «onderlinge duels» |            |       |       | Mozambique |

Zaïre plaatst zich voor de tweede ronde.
|                    |          |       |        |          |
| «onderlinge duels» | Zimbabwe | 0 – 1 | Zambia | Zimbabwe |
| «onderlinge duels» |          |       |        | Zimbabwe |

|                    |        |       |          |        |
| «onderlinge duels» | Zambia | 2 – 0 | Zimbabwe | Zambia |
| «onderlinge duels» |        |       |          | Zambia |

Zambia plaatst zich voor de tweede ronde.
|  |        |          |                    |  |
|  | Guinee | Walkover | Equatoriaal-Guinea |  |
|  |        |          |                    |  |

Equatoriaal Guinea heeft zich teruggetrokken, Guinee plaatst zich voor de tweede ronde.
|                    |            |          |          |  |
| «onderlinge duels» | Madagaskar | Walkover | Tanzania |  |
| «onderlinge duels» |            |          |          |  |

Tanzania heeft zich teruggetrokken, Madagaskar plaatst zich voor de tweede ronde.

### Tweede ronde
|                                     |                                                                    |       |             |                            |
| 30 augustus 1981 «onderlinge duels» | Algerije                                                           | 7 – 0 | Opper-Volta | 19 juni 1965 stadion, Oran |
| 30 augustus 1981 «onderlinge duels» | Madjer 31', 37' Belloumi 53', 56' Aït El-Hocine 68', 80' Assad 81' |       |             | 19 juni 1965 stadion, Oran |

|                                      |              |       |                   |             |
| 20 september 1981 «onderlinge duels» | Opper-Volta  | 1 – 1 | Algerije          | Opper-Volta |
| 20 september 1981 «onderlinge duels» | Ouattara 81' |       | Sidibé 18' (e.d.) | Opper-Volta |

Algerije plaatst zich voor het hoofdtoernooi.
|                    |          |       |            |          |
| «onderlinge duels» | Kameroen | 5 – 1 | Madagaskar | Kameroen |
| «onderlinge duels» |          |       |            | Kameroen |

|                    |            |       |          |            |
| «onderlinge duels» | Madagaskar | 2 – 1 | Kameroen | Madagaskar |
| «onderlinge duels» |            |       |          | Madagaskar |

Kameroen plaatst zich voor het hoofdtoernooi.
|                    |       |       |       |       |
| «onderlinge duels» | Ghana | 2 – 2 | Zaïre | Ghana |
| «onderlinge duels» |       |       |       | Ghana |

|                    |       |       |       |       |
| «onderlinge duels» | Zaïre | 1 – 2 | Ghana | Zaïre |
| «onderlinge duels» |       |       |       | Zaïre |

Ghana plaatst zich voor het hoofdtoernooi.
|                    |        |       |          |        |
| «onderlinge duels» | Guinee | 2 – 2 | Ethiopië | Guinee |
| «onderlinge duels» |        |       |          | Guinee |

|                    |          |       |        |          |
| «onderlinge duels» | Ethiopië | 1 – 1 | Guinee | Ethiopië |
| «onderlinge duels» |          |       |        | Ethiopië |

Ethiopië plaatst zich voor het hoofdtoernooi.
|                    |         |       |        |         |
| «onderlinge duels» | Marokko | 2 – 1 | Zambia | Marokko |
| «onderlinge duels» |         |       |        | Marokko |

|                    |        |       |         |        |
| «onderlinge duels» | Zambia | 2 – 0 | Marokko | Zambia |
| «onderlinge duels» |        |       |         | Zambia |

Zambia plaatst zich voor het hoofdtoernooi.
|                    |         |          |        |  |
| «onderlinge duels» | Tunesië | Walkover | Egypte |  |
| «onderlinge duels» |         |          |        |  |

Egypte heeft zich teruggetrokken, Tunesië plaatst zich voor het hoofdtoernooi.

## Gekwalificeerde landen
| Land        | Aantal deelnames | Deelnames op rij | Vorige deelname |
| ----------- | ---------------- | ---------------- | --------------- |
| Algerije    | 3e               | 2                | 1980            |
| Ethiopië    | 8e               | 1                | 1976            |
| Ghana       | 7e               | 3                | 1980            |
| Kameroen    | 3e               | 1                | 1972            |
| Libië (g)   | 1e               | 1                | -               |
| Nigeria (t) | 5e               | 4                | 1980            |
| Tunesië     | 5e               | 1                | 1978            |
| Zambia      | 3e               | 1                | 1978            |

t = titelverdediger, g = gastland

## Speelsteden
| Tripoli            | · Benghazi Tripoli Speellocaties | Benghazi           |
| 11 Junistadion     | · Benghazi Tripoli Speellocaties | 28 maartstadion    |
| Capaciteit: 88.000 | · Benghazi Tripoli Speellocaties | Capaciteit: 55.000 |
|                    | · Benghazi Tripoli Speellocaties |                    |

## Groepsfase

### Groep A
| Land     | Wed | Win | Gel | Ver | DV | DT | +/− | Pnt |
| -------- | --- | --- | --- | --- | -- | -- | --- | --- |
| Libië    | 3   | 1   | 2   | 0   | 4  | 2  | +2  | 4   |
| Ghana    | 3   | 1   | 2   | 0   | 3  | 2  | +1  | 4   |
| Kameroen | 3   | 0   | 3   | 0   | 1  | 1  | 0   | 3   |
| Tunesië  | 3   | 0   | 1   | 2   | 1  | 4  | –3  | 1   |

|                                 |                           |                  |                            |                                                                                           |
| 5 maart 1982 «onderlinge duels» | Libië                     | 2 – 2            | Ghana                      | 11 Junistadion, Tripoli Toeschouwers: 45.200 Scheidsrechter: Sohan Ramlochun ( Mauritius) |
| 5 maart 1982 «onderlinge duels» | Jaranah 58' Al-Issawi 76' | Wedstrijdverslag | Alhassan 28' Opoku Nti 89' | 11 Junistadion, Tripoli Toeschouwers: 45.200 Scheidsrechter: Sohan Ramlochun ( Mauritius) |

|                                 |            |                  |           |                                                                                     |
| 5 maart 1982 «onderlinge duels» | Kameroen   | 1 – 1            | Tunesië   | 11 Junistadion, Tripoli Toeschouwers: 45.000 Scheidsrechter: Bakary Sarr ( Senegal) |
| 5 maart 1982 «onderlinge duels» | M'Bida 50' | Wedstrijdverslag | Gabsi 49' | 11 Junistadion, Tripoli Toeschouwers: 45.000 Scheidsrechter: Bakary Sarr ( Senegal) |

|                                 |                  |       |       |                                                                                         |
| 9 maart 1982 «onderlinge duels» | Kameroen         | 0 – 0 | Ghana | 11 Junistadion, Tripoli Toeschouwers: 40.000 Scheidsrechter: Mohamed Larache ( Marokko) |
| 9 maart 1982 «onderlinge duels» | Wedstrijdverslag |       |       | 11 Junistadion, Tripoli Toeschouwers: 40.000 Scheidsrechter: Mohamed Larache ( Marokko) |

|                                 |                                     |                  |         |                                                                                       |
| 9 maart 1982 «onderlinge duels» | Libië                               | 2 – 0            | Tunesië | 11 Junistadion, Tripoli Toeschouwers: 40.000 Scheidsrechter: Kambaji Kabongo ( Zaïre) |
| 9 maart 1982 «onderlinge duels» | Seddik 42' (e.d.) Al-Al-Bor'osi 83' | Wedstrijdverslag |         | 11 Junistadion, Tripoli Toeschouwers: 40.000 Scheidsrechter: Kambaji Kabongo ( Zaïre) |

|                                  |            |                  |         |                                                                                     |
| 12 maart 1982 «onderlinge duels» | Ghana      | 1 – 0            | Tunesië | 11 Junistadion, Tripoli Toeschouwers: 40.000 Scheidsrechter: Idrissa Traoré ( Mali) |
| 12 maart 1982 «onderlinge duels» | Essien 28' | Wedstrijdverslag |         | 11 Junistadion, Tripoli Toeschouwers: 40.000 Scheidsrechter: Idrissa Traoré ( Mali) |

|                                  |                  |       |          |                                                                                      |
| 12 maart 1982 «onderlinge duels» | Libië            | 0 – 0 | Kameroen | 11 Junistadion, Tripoli Toeschouwers: 40.000 Scheidsrechter: Babacar Fall ( Senegal) |
| 12 maart 1982 «onderlinge duels» | Wedstrijdverslag |       |          | 11 Junistadion, Tripoli Toeschouwers: 40.000 Scheidsrechter: Babacar Fall ( Senegal) |

### Groep B
| Land     | Wed | Win | Gel | Ver | DV | DT | +/− | Pnt |
| -------- | --- | --- | --- | --- | -- | -- | --- | --- |
| Algerije | 3   | 2   | 1   | 0   | 3  | 1  | +2  | 5   |
| Zambia   | 3   | 2   | 0   | 1   | 4  | 1  | +3  | 4   |
| Nigeria  | 3   | 1   | 0   | 2   | 4  | 5  | –1  | 2   |
| Ethiopië | 3   | 0   | 1   | 2   | 0  | 4  | –4  | 1   |

|                                 |                             |                  |          |                                                                                        |
| 7 maart 1982 «onderlinge duels» | Nigeria                     | 3 – 0            | Ethiopië | 28 Maartstadion, Benghazi Toeschouwers: 5.000 Scheidsrechter: Bester Kalombo ( Malawi) |
| 7 maart 1982 «onderlinge duels» | Keshi 27', 82' Adeshina 40' | Wedstrijdverslag |          | 28 Maartstadion, Benghazi Toeschouwers: 5.000 Scheidsrechter: Bester Kalombo ( Malawi) |

|                                 |               |                  |        |                                                                                     |
| 7 maart 1982 «onderlinge duels» | Algerije      | 1 – 0            | Zambia | 28 Maartstadion, Benghazi Toeschouwers: 5.000 Scheidsrechter: Dodou N'Jie ( Gambia) |
| 7 maart 1982 «onderlinge duels» | Merzekane 85' | Wedstrijdverslag |        | 28 Maartstadion, Benghazi Toeschouwers: 5.000 Scheidsrechter: Dodou N'Jie ( Gambia) |

|                                  |             |                  |          |                                                                                   |
| 10 maart 1982 «onderlinge duels» | Zambia      | 1 – 0            | Ethiopië | 28 Maartstadion, Benghazi Toeschouwers: 5.000 Scheidsrechter: Bashir Mahamed Jama |
| 10 maart 1982 «onderlinge duels» | Munshya 68' | Wedstrijdverslag |          | 28 Maartstadion, Benghazi Toeschouwers: 5.000 Scheidsrechter: Bashir Mahamed Jama |

|                                  |                      |                  |           |                                                                                               |
| 10 maart 1982 «onderlinge duels» | Algerije             | 2 – 1            | Nigeria   | 28 Maartstadion, Benghazi Toeschouwers: 5.000 Scheidsrechter: Cheikh Djibril MBaye ( Senegal) |
| 10 maart 1982 «onderlinge duels» | Madjer 45' Assad 65' | Wedstrijdverslag | Isima 44' | 28 Maartstadion, Benghazi Toeschouwers: 5.000 Scheidsrechter: Cheikh Djibril MBaye ( Senegal) |

|                                  |                  |       |          |                                                                                |
| 13 maart 1982 «onderlinge duels» | Algerije         | 0 – 0 | Ethiopië | 28 Maartstadion, Benghazi Toeschouwers: 5.000 Scheidsrechter: Hugues Opangault |
| 13 maart 1982 «onderlinge duels» | Wedstrijdverslag |       |          | 28 Maartstadion, Benghazi Toeschouwers: 5.000 Scheidsrechter: Hugues Opangault |

|                                  |                                         |                  |         |                                                                                               |
| 13 maart 1982 «onderlinge duels» | Zambia                                  | 3 – 0            | Nigeria | 28 Maartstadion, Benghazi Toeschouwers: 5.000 Scheidsrechter: Edwin Picon-Ackong ( Mauritius) |
| 13 maart 1982 «onderlinge duels» | Kaumba 25' Njovu 80' Fregene 81' (e.d.) | Wedstrijdverslag |         | 28 Maartstadion, Benghazi Toeschouwers: 5.000 Scheidsrechter: Edwin Picon-Ackong ( Mauritius) |

## Knock-outfase
|  | halve finale        | halve finale       |       |                    | finale             | finale |
|  |                     |                    |       |                    |                    |        |
|  | 16 maart – Benghazi |                    |       |                    |                    |        |
|  | Algerije            | 2                  |       |                    |                    |        |
|  | Ghana               | 3                  |       |                    |                    |        |
|  |                     |                    |       |                    |                    |        |
|  |                     |                    |       |                    | 19 maart – Tripoli |        |
|  |                     |                    |       |                    | Ghana              | 1 (7)  |
|  |                     | Libië              | 1 (6) |                    |                    |        |
|  |                     |                    |       |                    |                    |        |
|  |                     |                    |       |                    | derde plaats       |        |
|  | 16 maart – Tripoli  | 16 maart – Tripoli |       | 18 maart – Tripoli | 18 maart – Tripoli |        |
|  | Libië               | 2                  |       | Zambia             | 2                  |        |
|  | Zambia              | 1                  |       |                    | Algerije           | 0      |

### Halve finale
|                                  |                                  |                  |                      |                                                                                        |
| 16 maart 1982 «onderlinge duels» | Ghana                            | 3 – 2 (nv)       | Algerije             | 28 maartstadion, Benghazi Toeschouwers: 5.000 Scheidsrechter: Bester Kalombo ( Malawi) |
| 16 maart 1982 «onderlinge duels» | Alhassan 64', 103' Opoku Nti 90' | Wedstrijdverslag | Zidane 29' Assad 62' | 28 maartstadion, Benghazi Toeschouwers: 5.000 Scheidsrechter: Bester Kalombo ( Malawi) |

|                                  |                     |                  |            |                                                                                     |
| 16 maart 1982 «onderlinge duels» | Libië               | 2 – 1            | Zambia     | 11 Junistadion, Tripoli Toeschouwers: 50.000 Scheidsrechter: Bakary Sarr ( Senegal) |
| 16 maart 1982 «onderlinge duels» | Al-Beshari 38', 84' | Wedstrijdverslag | 29' Kaumba | 11 Junistadion, Tripoli Toeschouwers: 50.000 Scheidsrechter: Bakary Sarr ( Senegal) |

### 3e/4e plaats
|                                  |                       |                  |          |                                                                                            |
| 18 maart 1982 «onderlinge duels» | Zambia                | 2 – 0            | Algerije | 11 Junistadion, Tripoli Toeschouwers: 2000 Scheidsrechter: Cheikh Djibril MBaye ( Senegal) |
| 18 maart 1982 «onderlinge duels» | Kaumba 2' Munshya 25' | Wedstrijdverslag |          | 11 Junistadion, Tripoli Toeschouwers: 2000 Scheidsrechter: Cheikh Djibril MBaye ( Senegal) |

### Finale
|                                  |               |                  |                                                                        |                                                                                           |
| 19 maart 1982 «onderlinge duels» | Ghana         | 1 – 1            | Libië                                                                  | 11 Junistadion, Tripoli Toeschouwers: 50.000 Scheidsrechter: Sohan Ramlochun ( Mauritius) |
| 19 maart 1982 «onderlinge duels» | Alhassan 35'  | Wedstrijdverslag | Al-Beshari 70'                                                         | 11 Junistadion, Tripoli Toeschouwers: 50.000 Scheidsrechter: Sohan Ramlochun ( Mauritius) |
| 19 maart 1982 «onderlinge duels» | Strafschoppen |                  |                                                                        | 11 Junistadion, Tripoli Toeschouwers: 50.000 Scheidsrechter: Sohan Ramlochun ( Mauritius) |
| 19 maart 1982 «onderlinge duels» |               | 7 – 6            | Al-Beshari Sola Al-Ajeli Ben-Suleiman Al-Farjani Ghonaïm Jaranah Zeiyu | 11 Junistadion, Tripoli Toeschouwers: 50.000 Scheidsrechter: Sohan Ramlochun ( Mauritius) |

| Afrika Cup Winnaar 1982 |
| ----------------------- |
| GHANA 4de titel         |

## Doelpuntenmakers
4 doelpunten
- George Alhassan

3 doelpunten
- Ali Al-Beshari
- Peter Kaumba

2 doelpunten
- Salah Assad
- Samuel Opoku Nti

- Stephen Keshi

- Geofrey Munshya

1 doelpunt
- Chaabane Merzekane
- Djamel Zidane
- Grégoire Mbida
- John Essien

- Faraj Al-Barasi
- Fawzi Al-Issawi
- Abdel Razak Jaranah
- Ademola Adeshina

- Okey Isima
- Emmanuel Osigwe
- Iron Njovu
- Kamel Gabsi

Eigen doelpunt
- Peter Fregene (Tegen Zambia)
- Kamel Seddik (Tegen Libië)